# Lubrikátor
Lubrikátor je starší mazací zařízeni parních strojů a mechanismů s tlakovou párou.

## Konstrukce
Principiálně lze lubrikátor považovat za zdokonalení kondenzační maznice.
Skládá se z masivní válcové nádrže na olej, na ní shora nasazené kondenzační hrušky a několika trubek, ventilů a regulačních šroubů. Nádrž na olej je obvykle vybavena olejoznakem (obdoba vodoznaku pro olej) pro snadnou kontrolu hladiny oleje.

## Princip činnosti
Vnitřek lubrikátoru je pod plným tlakem páry. Pára, přicházející obvykle přímo z kotle, je vedena do kondenzační hrušky. Tam zkondenzuje na vodu, a přes regulační šroub pomalu stéká do nádrže na olej. Voda díky vyšší hustotě klesne na dno a vytlačuje olej přes přepad trubkou ven. Dále se pak olej pohybuje vlastní vahou a je rozváděn na místa spotřeby.